# 1275 Cimbria
Az 1275 Cimbria (ideiglenes jelöléssel 1932 WG) a Naprendszer kisbolygóövében található aszteroida. Karl Wilhelm Reinmuth fedezte fel 1932. november 30-án, Heidelbergben.